# Georges Devereux

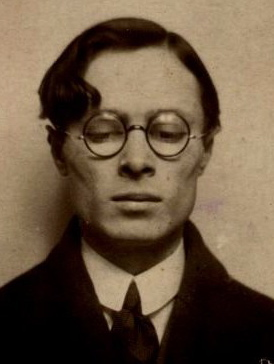
Georges Devereux (ca. 1932)

Georges Devereux (geboren als György Dobó 13. September 1908 in Lugos, Österreich-Ungarn; gestorben 28. Mai 1985 in Paris) war ein ungarisch-französischer Ethnologe und Psychoanalytiker. Neben Fritz Morgenthaler und Géza Róheim war Devereux einer der Pioniere der Ethnopsychoanalyse und Verfasser von über 400 wissenschaftlichen und literarisch-wissenschaftlichen Texten.

## Biografie
Georges Devereux entstammte – wie Géza Róheim – einer Familie bürgerlicher ungarischer Juden. Sein Vater György Dobó war Rechtsanwalt und Vorsitzender der Neologischen Jüdischen Gemeinde, seine Mutter Margarethe Deutsch stammte aus Budapest. Zu ihr hatte Devereux ein eher schwieriges Verhältnis. Prägend für Devereux’ Kindheit und Jugend war das Erleben der „Unaufrichtigkeit der Erwachsenen“, ihres „Mangel[s] an Achtung gegenüber der kindlichen Welt“. Schon in seiner Jugend sprach Devereux vier Sprachen (Ungarisch, Rumänisch, Deutsch, Französisch).
„Die Angliederung an Rumänien im Anschluss an den ersten Weltkrieg brachte tiefgreifende Veränderungen mit sich, da die Rumänen der einheimischen Bevölkerung ihr eigenes kulturelles Muster mit dem Anspruch auf alleinige Gültigkeit aufzwingen wollten.“
Seinen Wunsch, Pianist zu werden, musste Devereux nach einer misslungenen Operation am rechten Handgelenk aufgeben. Nach dem Suizid seines jüngeren Bruders ging Devereux 1926 nach Paris und studierte ein Jahr lang Physik und Chemie bei Marie Curie und Jean Perin. Devereux suchte die „objektive Wahrheit“ in der Physik und die „subjektive Wahrheit“ in der Musik. In seinem späteren Werk bezieht sich Devereux immer wieder auf naturwissenschaftliche Begriffe. 1927 kehrte Devereux schwer erkrankt nach Lugos zurück. Von dort ging er 1928 nach Leipzig, um eine Verlagsbuchhändlerlehre zu machen. Nach Abschluss dieser Ausbildung zog Devereux wieder nach Paris und studierte an der École des langues orientales zuerst nur aus Verlegenheit die malaiische Sprache. Devereux begann sich für die Völkerkunde zu begeistern und konnte bei Marcel Mauss, Lucien Lévy-Bruhl und Paul Rivet studieren. Er beendete 1932 sein Ethnologiestudium mit der Licence. In Paris befreundete er sich mit Klaus Mann, der ihn in seinem Roman Treffpunkt im Unendlichen als Sylvester Marschalk darstellte. Devereux verfasste in der Zeit den Roman Le faune dans l’enfer bourgeois. Weil eine Veröffentlichung scheiterte, zerstörte Devereux den größten Teil des Manuskriptes und bewahrte nur die lyrischen Passagen auf.
1933 ließ György Dobó sich taufen und führte fortan den Namen George(s) Devereux.
Dank eines Rockefeller-Stipendiums ging Devereux 1932 zur Vorbereitung von Feldforschungen bei den Mohave-Indianern in die USA, wo er drei Jahre verbrachte. Die Anfänge waren schwierig: „Bei den jungen amerikanischen Anthropologen, mit denen er während seines vorbereitenden Aufenthaltes zusammenarbeitete, sei er nur auf Misstrauen und Verachtung gestoßen, wenn er auf die Frage nach seinen Lehrern die Namen Mauss, Rivet und Lévy-Bruhl nannte.“
Devereux konnte schließlich dank der Fürsprache von Alfred Kroeber einen Forschungsaufenthalt in Arizona bei den Mohave absolvieren und bedeutende Resultate erzielen. Seine Arbeit bei den Mohave war gekennzeichnet durch Kommunikationsprobleme, da er mit den Native Americans nur mittels einer Übersetzerin sprechen konnte, die ihre Muttersprache auch nicht perfekt beherrschte. Seine Theorien bezüglich der Homosexualität bei den Mohave waren durch eurozentrische Setzungen stark überformt. Er betrachtete diese Zeit dennoch als die glücklichste seines Lebens. Die Mohave schenken ihren Träumen große Aufmerksamkeit, sie haben „mich zu Freud bekehrt“ (Devereux 1982, S. 20). Nach den Forschungen bei den Mohave reiste Devereux über Samoa, Neuseeland, Australien und Neuguinea nach Indochina, wo er die Sedang Moi 18 Monate lang beobachtete. Diese Feldforschung blieb größtenteils unveröffentlicht. Anfang 1934 – als in Frankreich die dritte Republik durch die Affäre um Alexandre Stavisky erschüttert wurde – kehrte Devereux in die USA zurück und studierte Anthropologie an der Universität Berkeley. Er promovierte bei A. L. Kroeber.
In den Jahren 1943 bis 1944 leistete Georges Devereux Militärdienst in der amerikanischen Armee.
Devereux ließ sich von Marc Schlumberger (1900–1977) und Robert Jokl (1890–1975) analysieren. Seine eigene analytische Ausbildung schloss er 1952 an der Menninger-Klinik (Topeka, Kansas) ab. Von 1953 bis 1955 war er in einer privaten psychiatrischen Klinik für Kinder und Jugendliche tätig. Seit 1956 lebte er in New York. Devereux war Mitglied der American Psychoanalytic Association sowie der Société Psychanalytique de Paris.
1963 wurde er dank Claude Lévi-Strauss an die École pratique des hautes études in Paris berufen, wo er bis 1981 unterrichtete. Sein methodologisches Hauptwerk „From anxiety to method in the behavioral sciences“ erschien 1967 auf Englisch. Die letzten Jahre seines Lebens arbeitete Devereux als Gräzist und publizierte ein Buch über die Träume in der griechischen Tragödie.

## Methodologie
In Angst und Methode in den Verhaltenswissenschaften liefert Devereux eine Kritik verhaltenswissenschaftlicher Methodologie und sucht eine Neuorientierung derselben einzuleiten. Seine These lautet:
„Kurz, verhaltenswissenschaftliche Daten erregen Ängste, die durch eine von der Gegenübertragung inspirierte Pseudomethodologie abgewehrt werden. Dieses Manöver ist für nahezu alle Mängel der Verhaltenswissenschaften verantwortlich.“
Er argumentiert und demonstriert an Hunderten Fallbeispielen überwiegend aus Ethnologie und Psychiatrie, dass verhaltenswissenschaftliche Daten regelmäßig angsterregend sind. Wird dies nicht bewusst kompensiert, so geschieht dies unbewusst und es kommt zu Gegenübertragungsreaktionen. In einer auf strikte Objektivität orientierten Methodologie wird dies nicht nur nicht bemerkt, sondern die Methode selbst wird zum Mittel der Angstbewältigung. Dagegen betont Devereux, dass gerade die Gegenübertragung, so sie einmal untersucht wird, die charakteristischsten Daten liefert. Das Modell hierfür ist die Psychoanalyse.
Neben seinen eigenen Erfahrungen hat sich Devereux eingehend mit Claude Lévi-Strauss' Tristes tropiques, mit Georges Balandiers Afrique ambiguë und Condominas’ L'Exotique au quotidien beschäftigt. „Diese drei sind die einzigen mir bekannten größeren Versuche, die Einwirkung seiner Daten und seiner wissenschaftlichen Tätigkeit auf den Wissenschaftler selbst zu bewerten.“

## Einfluss
In Frankreich wird die Arbeit Devereux’ insbesondere von Tobie Nathan und Marie Rose Moro weiter geführt. Dabei wurde der Schwerpunkt auf die klinische Arbeit mit Migranten gelegt (Ethnopsychiatrie). Auch die zweite Generation der Zürcher Schule der Ethnopsychoanalyse (Mario Erdheim, Maya Nadig, Florence Weiss u. a.) ist in ihrer Methode maßgeblich von Devereux beeinflusst. Sein umfangreicher Nachlass liegt im IMEC (Institut Mémoires de l'Edition Contemporaine), einem in der Abbaye d’Ardenne beherbergten Archiv in der Nähe von Caen.

## Werke (Auswahl)
- Reality and Dream. New York, International Universities Press, 1951.
  - Realität und Traum. Psychotherapie eines Prärie-Indianers. (Vorwort von Margaret Mead.) Suhrkamp, Frankfurt am Main, 1985, ISBN 3-518-57732-8.
- als Hrsg.: Psychoanalysis and the Occult. New York, International Universities Press, 1953.
- A Study of Abortion in Primitive Societies. Julian Press, New York, 1955.
- From Anxiety to Method in the Behavioral Sciences. Paris, Mouton, 1967.
  - Deutsche Ausgabe: Angst und Methode in den Verhaltenswissenschaften. (Vorwort von Weston La Barre.) Übersetzt von Caroline Neubaur und Karin Kesten: Hanser, München, 1973, ISBN 3-446-11778-4 und: Suhrkamp, Frankfurt am Main, 1984, ISBN 3-518-28061-9 und: Psychosozial Verlag, 2018, ISBN 978-3-8379-2748-1.
  - Französische Ausgabe: De l'angoisse à la méthode dans les sciences du comportement. Flammarion, Paris, 1980, ISBN 978-2-7007-2186-7.

- Essais d'ethnopsychiatrie générale. Gallimard, Paris, 1970.
  - Deutsche Ausgabe: Normal und anormal. Aufsätze zur allgemeinen Ethnopsychiatrie. (Einleitung von Erich Wulff.) Suhrkamp, Frankfurt am Main, 1974, ISBN 978-3-518-27995-3.
- Dreams in Greek Tragedy: An Ethno-Psycho-Analytical Study, University of California Press, 1976, ISBN 978-0-631-15280-4.
  - Deutsche Ausgabe: Träume in der griechischen Tragödie. Eine ethnopsychoanalytische Untersuchung. Suhrkamp, Frankfurt am Main, 1982, ISBN 3-518-57614-3.
- Ethnopsychoanalyse complémentariste. Flammarion, Paris, 1972. Neuausgabe 1985.
  - Deutsche Ausgabe: Ethnopsychoanalyse. Die komplementaristische Methode in der Wissenschaft vom Menschen. Aus dem Französischen übersetzt von Ulrike Bokelmann. Suhrkamp, Frankfurt am Main, 1978, ISBN 978-3-518-06409-2.
- Baubo: la vulve mythique. Paris, J.C. Godefroy, 1983.
  - Deutsche Ausgabe: Baubo. Die mythische Vulva. Aus dem Französischen übersetzt von Eva Moldenhauer. Syndikat, Frankfurt am Main, 1985, ISBN 3-434-46063-2.
- Femme et mythe. Paris, Flammarion, 1982.
  - Deutsche Ausgabe: Frau und Mythos. München, Fink, 1986, ISBN 3-7705-2339-3
- Cleomene le roi fou. Etudes d'histoire ethnopsychanalytique. Aubier Montaigne, Paris, 1998, ISBN 2-7007-2114-4.

## Sekundärliteratur
- Georges Devereux: Es gibt eine kulturell neutrale Psychotherapie. Gespräch mit Georges Devereux. In: Hans Jürgen Heinrichs (hg.): Das Fremde verstehen. Gespräche über Alltag, Normalität und Anormalität. Qumran, Frankfurt, Paris 1982, S. 15–32.
- Marie-Christine Beck: La jeunesse de Georges Devereux. Un chemin peu habituel vers la psychanalyse. In: Revue Internationale d'Histoire de la Psychanalyse, 1991, 4, S. 581–603.
- Ulrike Bokelmann: Georges Devereux. In: Hans Peter Duerr: Die wilde Seele. Zur Ethnopsychoanalyse von Georges Devereux. Suhrkamp, Frankfurt 1987, S. 9–31.
- Klaus-Dieter Brauner: Kultur und Symptom. Über wissenschaftstheoretische und methodologische Grundlagen von George Devereux' Konzeption einer Ethnopsychoanalyse und Ethnopsychiatrie. Lang, Frankfurt am Main, Bern, New York 1986.
- Elisabeth Burgos, Georges Devereux, Mohave: Le Coq Héron, Nr. 109, 1988, S. 71–75.
- Hans Peter Duerr (Hrsg.): Die wilde Seele. Zur Ethnopsychoanalyse von Georges Devereux. Suhrkamp, Frankfurt 1987.
- Ulrike Kluge: Georges Devereux: Ein Wegbereiter der Transkulturellen Psychiatrie auf einer Reise zwischen den Welten. Editorial. In: Curare, 2009, 3+4, S. 163–172.
- Françoise Michel-Jones: Georges Devereux et l'ethnologie française. Rencontre et malentendu. In: Nouvelle revue d'Ethnopsychiatrie, 1986, Nr. 6, S. 81–94.
- Johannes Reichmayr: Einführung in die Ethnopsychoanalyse. Geschichte, Theorien und Methoden. Fischer, Frankfurt am Main 2001, ISBN 3-596-10650-8 – Vollst. überarb. Neuauflage: Psychosozial-Verlag 2003, ISBN 3-89806-166-3.
- Ekkehard Schröder, Dieter H. Friessem (Hrsg.): Georges Devereux zum 75. Geburtstag. Eine Festschrift. Curare-Sonderband 2/1984, Vieweg, Braunschweig 1984.
- Simone Valantin-Charasson, Ariane Deluz: Contrefiliations et inspirations paradoxales. Georges Devereux (1908-1985). In: Revue Internationale d'Histoire de la Psychanalyse. 1991, 4, S. 605–617.
- Cerea, Alessandra. Al di là dell’etnopsichiatria: Georges Devereux tra scienza ed epistemologia. Universität Bologna: Doktorarbeit; 2016.